# Synempora andesae
Synempora andesae là một loài bướm đêm thuộc họ Neopseustidae. Nó được Davis & Nielsen miêu tả năm 1980. Loài này có ở Argentina và Chile.
Nơi sinh sống của nó có nhiều cay Nothofagus dombeyi.